# Крутець (Ульяновська область)
Крутець (рос. Крутец) — селище в Ніколаєвському районі Ульяновської області Російської Федерації.
Населення становить 439 осіб. Входить до складу муніципального утворення Канадейське сільське поселення.

## Історія
Від 2004 року входить до складу муніципального утворення Канадейське сільське поселення.

## Населення
| 2010 |
| ---- |
| 439  |